# America paese di Dio
America paese di Dio è un film del 1966 diretto da Luigi Vanzi.

## Trama
Un reportage focalizzato sullo stile di vita americano, esempio di consumismo e, allo stesso tempo, Paese afflitto da episodi di razzismo e neonazismo.

## Produzione

### Soggetto e sceneggiatura
Il testo originale del documentario venne redatto da Italo Calvino. È stato raccolto, successivamente, nel volume postumo Un ottimista in America (ed. Arnoldo Mondadori Editore).
Il film è diretto da Luigi Vanzi, aiuto regia di Michelangelo Antonioni. É il secondo mondo movie realizzato dal cineasta ferrarese, celebre per aver girato Il mondo di notte.

### Riprese
La maggior parte del lungometraggio è ambientata negli USA. È possibile scorgere, nel corso della trama, panoramiche di New York.
Vittorio De Sisti ha lavorato alla pellicola come assistente fonico.
Compaiono brevemente Jack Lemmon, Cary Grant e Tony Curtis.

## Distribuzione
Uscito nelle sale italiane il 10 agosto del 1966, fu, successivamente, esportato all'estero, col titolo God's Own Country.